# Judith Braun (Sängerin)
Judith Braun (* 1972 in Ludwigshafen) ist eine deutsche Opernsängerin (Mezzosopranistin/dramatischer Sopran) und Musikpädagogin. Sie singt seit 2009 am Saarländischen Staatstheater in Saarbrücken.

## Leben
Aufgewachsen in Bexbach, studierte Judith Braun nach einer kaufmännischen Ausbildung von 1993 bis 2000 Musikerziehung, Oper und Elementare Musikpädagogik an der Hochschule für Musik Saar in Saarbrücken. Zu ihren Lehrern zählen unter anderem Rosemarie Bühler-Fey und Irwin Gage. Als Stipendiatin des Richard-Wagner-Verbandes besuchte sie 1998 die Bayreuther Festspiele. Ab 1999 unterrichtete sie Gesang an der Musikschule der Landeshauptstadt Saarbrücken. 2006 war sie Finalistin beim 5. Concorso Vocale Internazionale di Musica Sacra in Rom.
Von 2001 bis 2002 war sie Mitglied der Opernwerkstatt Wiesbaden. Nach Gastengagements am Pfalztheater Kaiserslautern, am Badischen Staatstheater Karlsruhe, am Theater Lüneburg und bei den Opernfestspielen Wiesbaden sang sie zwischen 2006 und 2009 als Gast am Saarländischen Staatstheater in Saarbrücken die 2. Dame (Die Zauberflöte), Nerone (Agrippina), Mercedes (Carmen), Berta (Il barbiere di Siviglia), Lola (Cavalleria rusticana), Prinz Policare (Scarlattis Il Tigrane) und den Pagen der Herodias (Salome). 2009 wurde sie fest in das Ensemble des Saarländischen Staatstheaters übernommen. Für die Spielzeit 2016/2017 wurde sie mit dem SponsorClubPreis des Saarländischen Staatstheaters für hervorragende Leistungen in den Produktionen West Side Story als Anita und Káťa Kabanová als Kabanicha ausgezeichnet. An der Hochschule für Musik Saar in Saarbrücken hat sie einen Lehrauftrag für Fachdidaktik Gesang.